# Varces-Allières-et-Risset
Varces-Allières-et-Risset là một xã thuộc tỉnh Isère trong vùng Rhône-Alpes đông nam nước Pháp. Xã này nằm ở khu vực có độ cao từ 247-1960 mét trên mực nước biển. Theo điều tra dân số năm 1999 của INSEE, xã có dân số là 6509 người.